# Celina (Ohio)
Celina település az Amerikai Egyesült Államok Ohio államában, Mercer megyében, melynek megyeszékhelye is. Lakosainak száma 10 935 fő (2020. április 1.).

## Népesség
A település népességének változása:

| 2010 | 10 400 |
| 2020 | 10 935 |